# Centertown (Tennessee)
Centertown es un pueblo situado en el condado de Warren, Tennessee, Estados Unidos. Tiene una población estimada, a mediados de 2023, de 314 habitantes.

## Geografía
La localidad está ubicada en las coordenadas 35°43′30″N 85°55′11″O / 35.72500, -85.91972 (35.725116, -85.919742). Según la Oficina del Censo, tiene una superficie de 2.39 km², correspondientes en su totalidad a tierra firme.

## Demografía
Según el censo de 2020, en ese momento había 297 personas residiendo en la localidad. La densidad de población era de 124.27 hab./km². El 86.53% de los habitantes eran blancos, el 1.01% eran afroamericanos, el 1.35% era amerindios, el 0.34% era asiático, el 2.69% eran de otras razas y el 8.08% eran de una mezcla de razas. Del total de la población, el 6.40% eran hispanos o latinos de cualquier raza.